# Aeroportul Fagernes
Aeroportul Fagernes (IATA: VDB, ICAO: ENFG) este un aeroport din Nord-Aurdal, Innlandet, Norvegia ce deservește zona Fagernes. Aeroportul a fost tranzitat în noiembrie 2018 de 0 pasageri. A fost deschis în 1987 și numit după zona deservită.
Situat la o altitudine de 822 m, aeroportul dispune de 1 pistă. Este operat de Avinor⁠(d).

## Infrastructură

### Piste
Aeroportul dispune de o singură pistă. Pista 15/33 are suprafața de asfalt și dimensiunile 1.989 m × 45 m. 